# Kostel Nanebevzetí Panny Marie (Rychtářov)
Římskokatolický farní kostel Nanebevzetí Panny Marie v místní části města Vyškova Rychtářově je kostelem postaveným v roce 1783. Kostel má základ na místě staršího kamenného kostelíku. Jde o jednolodní stavbu s krátkou masivní čtyřbokou věží, která až do roku 1849 stála mimo kostel.

## Historie
Farní kostel Nanebevzetí Panny Marie v Rychtářově stojí na místě původního menšího kostela, který byl v roce 1781 zbořen a nahrazen současnou stavbou. Původní stavba byla z kamene, spojeného hliněnou maltou, a měla dřevěný strop. Součástí byla i samostatná věž krytá pálenou krytinou. Nový kostel byl vystavěn v letech 1781–1783 mistrem Malenovským ze Slavkova a zachovala se z něj pouze část původního klenutí v sakristii. V roce 1849 došlo k rozšíření kostela, kdy byla přistavěna část u věže, čímž byla věž spojena s hlavní stavbou. Na tuto opravu bylo použito 857 florinů z kostelního fondu. V roce 1926 byla kvůli malým rozměrům a vlhkosti odstraněna stará sakristie, která měla podobu okrouhlé věže, a nahrazena větší novou sakristií, jejíž stavbu financoval z velké části rychtářovský rodák, Dr. Alois Musil.
Interiér kostela byl postupně upravován; v roce 1901 byl vybudován nový mramorový oltář, financovaný z veřejné sbírky, a byla položena nová dlažba. V roce 1930 byla pořízena socha Panny Marie Lurdské a o pět let později bylo zhotoveno umělé mramorové pozadí hlavního oltáře, jehož realizace byla financována částečně z kostelních prostředků a částečně z darů farníků. Kostel byl původně filiálním a náležel k děkanství ve Vyškově. Teprve v roce 1885 se stal samostatnou farností, přičemž ještě předtím bylo nutné zajistit pravidelné sloužení bohoslužeb – farář byl do Rychtářova dopravován koňmo, přičemž službu vožení si mezi sebou rozdělovali místní statkáři. Mše se konaly každou třetí neděli a ve významné svátky. Kostel stojí na vyvýšeném místě v centru obce a je obklopen sedmi mohutnými lipami, které mu dodávají charakteristickou siluetu.